# Chabielice
Chabielice [pronunciación en polaco: /xabjɛˈlitsɛ/] es un pueblo ubicado en el distrito administrativo de Gmina Szczerców, dentro del Distrito de Bełchatów, Voivodato de Łódź, en Polonia central. Se encuentra aproximadamente a 8 kilómetros al sur de Szczerców, a 21 kilómetros al suroeste de Bełchatów, y a 63 kilómetros al suroeste de la capital regional Łódź.
El pueblo tiene una población aproximada de 500 habitantes.